# Acrida gyarosi
Acrida gyarosi är en insektsart som beskrevs av Steinmann 1963. Acrida gyarosi ingår i släktet Acrida och familjen gräshoppor. Inga underarter finns listade i Catalogue of Life.